# Gran Premio Marcel Kint 2018
La 88.ª edición de la clásica ciclista Gran Premio Marcel Kint fue una carrera en Bélgica que se celebró el 20 de mayo de 2018 sobre un recorrido de 174,8 kilómetros con inicio y final en la ciudad de Lannilis.
La carrera hizo parte del UCI Europe Tour 2018, dentro de la categoría 1.1
La carrera fue ganada por el corredor francés Nacer Bouhanni del equipo Cofidis, en segundo lugar Cees Bol (SEG Racing Academy) y en tercer lugar Dries De Bondt (Vérandas Willems-Crelan).

## Equipos participantes
Tomaron parte en la carrera 20 equipos: 6 de categoría Profesional Continental, 13 de categoría Continental y una selección nacional. Formando así un pelotón de 127 ciclistas de los que acabaron 100. Los equipos participantes fueron:
| Equipos continentales profesionales (6)- Wanty-Groupe Gobert - Sport Vlaanderen-Baloise - Vérandas Willems-Crelan - WB-Aqua Protect-Veranclassic - Roompot-Nederlandse Loterij - Fortuneo-Samsic Equipos continentales (13)- Tarteletto-Isorex - Cibel-Cebon - Massi-Kuwait Team - AGO-Aqua Service - T.Palm-Pôle Continental Wallon - Sovac-Natura4Ever - Differdange-Losch - Leopard - Metec-TKH Continental Cyclingteam p/b Mantel - BEAT Cycling Club - SEG Racing Academy - Lotto-Kern-Haus - Pauwels Sauzen-Vastgoedservice |
| |

## Clasificación final
- Las clasificaciones finalizaron de la siguiente forma:[4]

| \| Clasificación general \| Clasificación general \| Clasificación general \| Clasificación general \| Clasificación general \| \| Ciclista \| Ciclista \| Equipo \| Tiempo \| \| \| --------------------- \| --------------------- \| ------------------------------ \| --------------------- \| --------------------- \| \| 1.º \| Nacer Bouhanni \| Cofidis, Solutions Crédits \| 3 h 54 min 01 s \| \| \| 2.º \| Cees Bol \| SEG Racing Academy \| + 0 s \| \| \| 3.º \| Dries De Bondt \| Verandas Willems-Crelan \| + 0 s \| \| \| 4.º \| Edward Planckaert \| Sport Vlaanderen-Baloise \| + 0 s \| \| \| 5.º \| Tim Merlier \| Verandas Willems-Crelan \| + 0 s \| \| \| 6.º \| Jan-Willem van Schip \| Roompot-Nederlandse Loterij \| + 0 s \| \| \| 7.º \| Jelle Mannaerts \| Tarteletto-Isorex \| + 0 s \| \| \| 8.º \| Jens Adams \| Pauwels Sauzen-Vastgoedservice \| + 0 s \| \| \| 9.º \| Alexander Krieger \| Leopard Pro Cycling \| + 0 s \| \| \| 10.º \| Kenneth Van Rooy \| Sport Vlaanderen-Baloise \| + 0 s \| \| |                      |                                |                 |
| |                      |                                |                 |
| Fuente: ProCyclingStats |                      |                                |                 |
| Clasificación general |                      |                                |                 |
| Ciclista | Ciclista             | Equipo                         | Tiempo          |
| 1.º | Nacer Bouhanni       | Cofidis, Solutions Crédits     | 3 h 54 min 01 s |
| 2.º | Cees Bol             | SEG Racing Academy             | + 0 s           |
| 3.º | Dries De Bondt       | Verandas Willems-Crelan        | + 0 s           |
| 4.º | Edward Planckaert    | Sport Vlaanderen-Baloise       | + 0 s           |
| 5.º | Tim Merlier          | Verandas Willems-Crelan        | + 0 s           |
| 6.º | Jan-Willem van Schip | Roompot-Nederlandse Loterij    | + 0 s           |
| 7.º | Jelle Mannaerts      | Tarteletto-Isorex              | + 0 s           |
| 8.º | Jens Adams           | Pauwels Sauzen-Vastgoedservice | + 0 s           |
| 9.º | Alexander Krieger    | Leopard Pro Cycling            | + 0 s           |
| 10.º | Kenneth Van Rooy     | Sport Vlaanderen-Baloise       | + 0 s           |

## UCI World Ranking
El Gran Premio Marcel Kint otorga puntos para el UCI Europe Tour 2018 y el UCI World Ranking, este último para corredores de los equipos en las categorías UCI WorldTeam, Profesional Continental y Equipos Continentales. Las siguientes tablas muestran el baremo de puntuación y los 10 corredores que obtuvieron más puntos:
| Posición              | 1.ª | 2.ª | 3.ª | 4.ª | 5.ª | 6.ª | 7.ª | 8.ª | 9.ª | 10.ª | 11.ª | 12.ª | 13.ª-15.ª | 16.ª-25.ª |
| Clasificación general | 125 | 85  | 70  | 60  | 50  | 40  | 35  | 30  | 25  | 20   | 15   | 10   | 5         | 3         |

| 1.º  | Nacer Bouhanni       | Cofidis, Solutions Crédits     | 125 |
| 2.º  | Cees Bol             | SEG Racing Academy             | 85  |
| 3.º  | Dries De Bondt       | Vérandas Willems-Crelan        | 70  |
| 4.º  | Edward Planckaert    | Sport Vlaanderen-Baloise       | 60  |
| 5.º  | Tim Merlier          | Vérandas Willems-Crelan        | 50  |
| 6.º  | Jan-Willem van Schip | Roompot-Nederlandse Loterij    | 40  |
| 7.º  | Jelle Mannaerts      | Tarteletto-Isorex              | 35  |
| 8.º  | Jens Adams           | Pauwels Sauzen-Vastgoedservice | 30  |
| 9.º  | Alexander Krieger    | Leopard                        | 25  |
| 10.º | Kenneth Van Rooy     | Sport Vlaanderen-Baloise       | 20  |